# Zelda (nome)
Zelda  è un nome proprio di persona inglese e yiddish femminile.

## Origine e diffusione
In primo luogo, Zelda è un nome di origine anglosassone, nato come abbreviazione di Griselda; negli Stati Uniti, il suo uso è attestato sin dal 1880. In secondo luogo, זֶעלְדָא (Zelda) o זֶעלְדֶע (Zelde) è anche un nome yiddish; si tratta forse una forma femminile di סֶעלִיג (Selig), a sua volta una versione vernacolare del nome Asher, che significa "benedetto", "felice".
Il nome inglese venne portato da Zelda Sayre, la nota scrittrice moglie di Francis Scott Fitzgerald, grazie alla quale il nome è noto anche in Italia (dove è comunque assai raro). A lei si ispirò il giapponese Shigeru Miyamoto quando scelse il nome per la principessa Zelda, il personaggio eponimo della serie di videogiochi The Legend of Zelda.

## Onomastico
Il nome è adespota, ovvero non è portato da alcuna santa. L'onomastico si festeggia pertanto il 1º novembre, giorno di Ognissanti.

## Persone

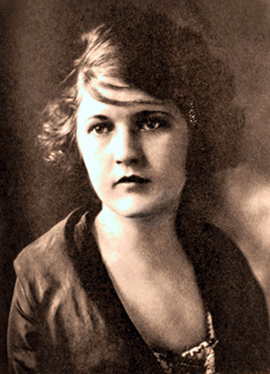
Zelda Sayre Fitzgerald

- Zelda Rubinstein, attrice statunitense
- Zelda Sayre Fitzgerald, pubblicista, scrittrice e pittrice statunitense
- Zelda Schneersohn Mishkovsky, poetessa israeliana
- Zelda Sears, sceneggiatrice, attrice e commediografa statunitense
- Zelda Williams, attrice statunitense

## Il nome nelle arti
- La principessa Zelda è un personaggio della serie di videogiochi The Legend of Zelda.
- Zelda è un personaggio del romanzo Un uomo di carattere di Paola Capriolo.
- Zelda è un personaggio della serie di fumetti Tex.
- Zelda è un personaggio del film d'animazione L'incantesimo del lago 3 - Lo scrigno magico.
- Zelda Sparks è un personaggio del film del 2007 Killing Zelda Sparks, diretto da Jeff Glickman.
- Zelda Spellman è un personaggio della serie televisiva Sabrina, vita da strega e della serie animata Sabrina.
- Zelda Spooner è un personaggio del film del 1964 Baciami, stupido, diretto da Billy Wilder.
- Zelda Zonk fu uno pseudonimo utilizzato da Marilyn Monroe.
- Zelda e Chantal sono una coppia di gothic ladies creata da Neil Gaiman nel fumetto Sandman, episodio La Casa delle Bambole
- Beautiful Zelda è una canzone tratta dall'album The Doughnut in Granny's Greenhouse della Bonzo Dog Doo-Dah Band.